# Laurent Cassegrain
Laurent Cassegrain (tudi -verjetno napačno- Guillaume, Jacques ali Nicolas), francoski rimskokatoliški duhovnik in optik, * 1629, verjetno Chartres, Francija, † 31. avgust 1693, Chaudon, Eure-et-Loir.
O Cassegrainu ni znanega skoraj nič. Do nedavnega še ime ni bilo povsem natančno znano.

## Življenjepis
Leta 1672 je predlagal nov tip zrcalnega daljnogleda. Poročilo o njegovem zrcalnem daljnogledu je objavila Francoska akademija znanosti (Académie des sciences) 25. aprila 1672. Tako kot pri daljnogledu, ki ga je predlagal leta 1663 James Gregory naj bi se svetloba odbijala od vboklega velikega prvega zrcala na drugo zrcalo in skozi luknjo v prvem zrcalu do okularja. Razlika je v tem, da je Cassegrain uporabil izboklo hiperboloidno sekundarno zrcalo pred prvim goriščem p´, kjer bi bila navidezna slika, namesto vboklega elipsoidnega za prvim goriščem p´. Ker je bilo tedaj težko narediti izboklo zrcalo, je imel Gregoryjev tip začasno prednost, kasneje pa je strnjena Cassegrainova oblika prevladala, čeprav sama to nista uspela preveriti.
Leta 1668 je Isaac Newton po Gregoryjevem zgledu naredil zrcalni daljnogled, ki je imel nameščen okular ob strani v drugem gorišču p", pravokotno na os glavnega vboklega zrcala, svetlobo z njega pa je pred prvim goriščem p´ prečno prestreglo majhno ravno zrcalo. Newton je ostro nasprotoval Cassegrainovi zamisli. Cassegrain ni nikoli naredil daljnogleda po svojem predlogu. Prvi je izdelal takšen daljnogled James Short, ki je sicer izdelal večino daljnogledov Gregoryjevega tipa in nekaj Newtonovega tipa. Kasneje so daljnogledi Cassegrainovega tipa postali zelo razširjeni. Kakor daljnogleda Gregoryjevega in Newtonovega tipa, tudi Cassegrainov daljnogled nima sferne aberacije.
Leta 1840 je James Nasmyth izpopolnil zrcalni daljnogled Cassegrainovega tipa, ki je osnova sodobnega coude sistema, saj se lahko daljnogled usmeri proti kateremu koli predmetu na nebu, ne da bi se moral opazovalec premikati. Nasmithova izboljšava pa je imela to pomanjkljivost, da je bila izvedba azimutna in ne ekvatorialna, in je moral daljnogled opravljati dve gibanji, eno po azimutu, drugo po deklinaciji. Kasneje so rešili tudi to pomanjkljivost.